# Gene Barry
Gene Barry (ur. 14 czerwca 1919 w Nowym Jorku, zm. 9 grudnia 2009 w Woodland Hills) – amerykański aktor teatralny, filmowy i telewizyjny, producent i scenarzysta. W 1965 roku został uhonorowany nagrodą Złotego Globu za rolę kapitana Amosa Burke’a w serialu ABC Prawo Burke’a (Burke’s Law). Ma swoją gwiazdę w Hollywoodzkiej Alei Gwiazd.

## Filmografia

### Filmy fabularne
- 1952: Atomowe miasto (The Atomic City) jako doktor Frank Addison
- 1953: Wojna światów (The War of the Worlds) jako Clayton Forrester
- 1955: Żołnierz fortuny (Soldier of Fortune) jako Louis Hoyt
- 1956: Powrót z wieczności (Back from Eternity) jako Jud Ellis
- 1968: Istanbul Express jako David London
- 1980: Wołanie o miłość jako Gordon Harris
- 1983: Sahara jako ojciec Dale’a
- 1991: Hazardzista IV jako Bat Masterson
- 2005: Wojna światów (War of the Worlds) jako dziadek

### Seriale TV
- 1949: Suspense
- 1954: Studio 57 jako Lukas
- 1955: Alfred Hitchcock przedstawia jako Dell Delaney / Dan Varrel
- 1963: Prawo Burke’a (Burke’s Law) jako kpt. Amos Burke
- 1977: Aniołki Charliego (Charlie’s Angels) jako Frank Jason
- 1984: Napisała: Morderstwo jako Henry Reynard
- 1994: Prawo Burke’a (Burke’s Law) jako kpt. Amos Burke
- 2000: Hollywood Off-Ramp